# Бешпагир
Бешпаги́р — село в составе Грачёвского района (муниципального округа) Ставропольского края России.

## География
Находится на реке Бешпагирка.
Река Жилейка впадает в правый берег речки Горькая между сёлами Бешпагир и Старомарьевка.
Высота над уровнем моря: 353 метра.
Расстояние до краевого центра: 32 км.
Расстояние до районного центра: 20 км.
Площадь поселения: 220 км².

## Этимология названия
По одной из версий наименование села связано с пятью источниками, образующими реку Бешпагирка, и в переводе с тюркского означает «пять ключей». В частности, ставропольский краевед В. Г. Гниловской полагал, что топоним Бешпагир «происходит от тюркского слова беш — пять, вторая часть слова, видимо, связана с корнем гир — ручей». При этом его предположение подтверждалось тем фактом, что в районе села действительно выходило на поверхность пять мощных источников.
По версии инспектора народных училищ Ставропольской губернии А. И. Твалчрелидзе, слово Бешпагир образовано от двух татарских слов: «беше» — пять и «пагире» — гора (такое название было дано, вероятно, от лежащих близ села гор). Он же в своей книге «Ставропольская губерния в статистическом, географическом, историческом и сельскохозяйственном отношениях» (1897) указал «местный» вариант этого наименования — Спажир.

## История
Населённый пункт возник у реки Бешпагирки, при Бешпагирском редуте, в 1796 году. По другим данным, он был основан переселенцами из Курской губернии в 1798 году. Согласно «Энциклопедическому словарю Ставропольского края» (2006), село образовано «в 1778 году как военное укрепление (Бешпагирский редут)».
В 1832—1833 годах населённый пункт был преобразован в станицу Бешпагирскую 1-го Ставропольского полка Кавказского линейного казачьего войска. 30 декабря 1869 года станица Бешпагирская (Покровская) отчислена из Кубанского казачьего войска в гражданское состояние и получила статус села.
По сведениям А. И. Твалчрелидзе, к 1897 году село состояло из 450 дворов и 600 домов, окружавших со всех сторон небольшую каменную церковь, сооружённую в честь Воздвижения Честного Креста Господня. По окладным листам в Бешпагире числилось 949 «ревизских душ», а по посемейным спискам — 4741 «наличная душа», в том числе 2440 мужчин и 2301 женщина. Иногородних проживало 452 человека (229 мужчин и 223 женщины). Коренное население состояло из малороссов и великороссов, переселившихся из Курской, Воронежской, Харьковской, Екатеринославской и Полтавской губерний; при этом первые значительно преобладали. Иногородние прибыли из тех же губерний, что и коренные жители.
До 1913 года около 30 лет в Крестовоздвиженской церкви села Бешпагир служил настоятелем протоиерей Евтихий Емельянович Семенов. В его послужном списке за 1891 год отмечалось: «Пастырские обязанности проходит ревностно». Под его руководством в 1893 году была отремонтирована и расширена церковь (пристроены приделы и возведена колокольня), открыта школа грамоты, которая неоднократно отмечалась в числе лучших в Ставропольской епархии и в 1900 году была преобразована в женскую одноклассную церковно-приходскую школу. 27 июня 1918 года его сын священник Димитрий Семенов был убит красноармейцами (25 августа 2022 года канонизирован Русской Православной Церковью в Соборе святых новомучеников и исповедников).
В 1918 году на Ставрополье начался процесс коллективизации, не получивший достаточного развития из-за гражданской войны. После окончательного установления советской власти в регионе стали создаваться коммуны и артели, организуемые бывшими красноармейцами. В 1920 году в Бешпагире красноармейцы из полка В. И. Книги создали коммуну имени товарища Книга. В 1924 году в селе образовались артель «Красный Боец», сельскохозяйственное товарищество «Братский Союз» и животноводческое товарищество «Шерсть».
В 1935 году организована Бешпагирская МТС (ликвидирована в 1958 году).
В 1951 году на базе колхозов «2-я пятилетка», «Знамя Сталина», им. Кагановича и «Большевик» образовался колхоз им. Молотова села Бешпагир (в июне 1952 года влился в укрупнённый колхоз им. Ленина).
До 16 марта 2020 года село образовывало упразднённое сельское поселение село Бешпагир.

## Известные уроженцы
Священномученик Димитрий Семёнов — святой Русской Православной Церкви.
Архимандрит Амвросий (Марченко) — избранный во епископа Грозненского и Сунжеского.

## Население
| 1839  | 1845  | 1855  | 1858  | 1861  | 1865  | 1881  | 1897  | 1903  | 1908  | 1920  | 1925  |
| ----- | ----- | ----- | ----- | ----- | ----- | ----- | ----- | ----- | ----- | ----- | ----- |
| 1806  | ↗1905 | ↗2161 | ↗2183 | ↘2117 | ↘1716 | ↗2720 | ↗5492 | ↗7657 | ↘6411 | ↗7715 | ↘7473 |
| 1926  | 1989  | 2002  | 2010  | 2011  | 2012  | 2013  | 2014  | 2015  | 2016  | 2017  | 2018  |
| ↘7434 | ↘3794 | ↗4109 | ↘3925 | ↘3923 | →3923 | ↗3960 | ↗3964 | ↗3969 | ↘3968 | ↗4021 | ↗4041 |
| 2019  | 2020  | 2021  |       |       |       |       |       |       |       |       |       |
| ↘4026 | ↘4001 | ↗4099 |       |       |       |       |       |       |       |       |       |

Гендерный состав
По итогам переписи населения 2010 года проживали 1854 мужчины (47,24 %) и 2071 женщина (52,76 %).
Национальный состав
По данным переписи 2002 года в национальной структуре населения преобладают русские (78 %).
По итогам переписи населения 2010 года проживали следующие национальности (национальности менее 1 %, см. в сноске к строке "Другие"):
| Национальность | Численность | Процент |
| -------------- | ----------- | ------- |
| Русские        | 2960        | 75,41   |
| Кумыки         | 266         | 6,78    |
| Армяне         | 237         | 6,04    |
| Даргинцы       | 234         | 5,96    |
| Азербайджанцы  | 47          | 1,20    |
| Лезгины        | 39          | 0,99    |
| Другие         | 142         | 3,62    |
| Итого          | 3925        | 100,00  |

## Местное самоуправление
- Совет депутатов сельского поселения Село Бешпагир, состоит из 13 депутатов, избираемых на муниципальных выборах по одномандатным избирательным округам сроком на 5 лет
- Администрация сельского поселения Село Бешпагир

Председатели совета депутатов
Главы администрации
- c 10 октября 2010 года — Чернов Геннадий Иванович, глава села;
- с 13 февраля 2018 года — Ващенко Руслан Владимирович

## Инфраструктура
- Администрация села Бешпагир
- Дом культуры
- Сбербанк, Доп. офис № 1859/06002
- Музей села[38]
- Общественное открытое кладбище площадью 60 тыс. м²[39]

## Образование
- Детский сад № 2 — федеральная площадка для стажировки по теме модернизации муниципальных систем дошкольного образования[40]
- Средняя общеобразовательная школа № 2. Открыта 1 октября 1982 года[41]

## Русская православная церковь
- Кресто-Воздвиженский храм[42]

## Эпидемиология
- Находится в местности, отнесённой к активным природным очагам туляремии[43]

## Достопримечательности
На окраине села близ святого источника на ул. Городковой - место мученической смерти священномученика Димитрия Семенова.
У горы Бекет находятся остатки Бешпагирского редута. В результате хозяйственной деятельности насыпь укрепления разрезана карьером.
В окрестностях села расположен ботанический памятник природы «Роща сосны крымской».

## Памятники
- Памятник истории «Противотанковые оборонительные укрепления на Бешпагирских высотах». 21 октября 1941 года[44]
- Памятник односельчанам, погибшим в годы Великой Отечественной войны. 1972 год[45]